# Detective Culetto
Detective Culetto (おしりたんてい?, Oshiri Tantei) è un manga scritto e disegnato da Troll, pseudonimo utilizzato dalla sceneggiatrice Yoko Tanaka (1976) e dal disegnatore Masahide Fukasawa (1981).
In Italia è edito in volumi cartonati da Panini con etichetta Kids, a partire dal 10 giugno 2021.

## Trama
Il manga segue le avventure di Detective Culetto, impegnato a risolvere casi assieme al suo assistente Brown.

## Capitoli
| Nº | Titolo italiano Giapponese 「Kanji」 - Rōmaji - Traduzione letterale                                                                                                | Data di prima pubblicazione             | Data di prima pubblicazione |
| Nº | Titolo italiano Giapponese 「Kanji」 - Rōmaji - Traduzione letterale                                                                                                | Italiano                                |                             |
| 1  | Detective Culetto - La signora in viola e il messaggio misterioso 「おしりたんてい むらさきふじんのあんごうじけん」 – "Oshiri Tantei, murasaku fujin no ango jiken" | 10 giugno 2021 ISBN 9788891281340       |                             |
| 2  | Detective Culetto - Il gigante che viene di notte 「おしりたんてい やみよにきえるきょじん」 – "Oshiri Tantei, yamiyo ni kieru kyojin"                               | 10 giugno 2021 ISBN 9788891281357       |                             |
| 3  | Detective Culetto - La banda invincibile 「おしりたんてい ふめつの せっとうだん」 – "Oshiri Tantei, fumetsu no settōdan"                                            | 11 novembre 2021 ISBN 9788828702962     |                             |
| 4  | Detective Culetto - Ladro contro detective 「おしりたんてい かいとう ＶＳ たんてい」 – "Oshiri Tantei, kaito vs tantei"                                             | 2 dicembre 2021 ISBN 9788828702979      |                             |
| 5  | Detective Culetto - SOS dalle antiche rovine | 11 luglio 2024 ISBN 9788828770053       |                             |
| 6  | Detective Culetto - Un investigatore pericoloso | 11 luglio 2024 ISBN 9788828770060       |                             |
| 7  | Detective Culetto - Il fantasma dell'Hotel Belvedere | 14 novembre 2024 ISBN 9788828784128     |                             |
| 8  | Detective Culetto - La sposa sotto scacco | 14 novembre 2024 ISBN 978-88-287-8414-2 |                             |
| 9  | Detective Culetto - I gatti della fortuna | 15 maggio 2025 ISBN 979-12-219-0286-0   |                             |
| 10 | Detective Culetto - Detective Culetto si innamora?! | 15 maggio 2025 ISBN 979-12-219-0286-0   |                             |